# Love hotel
Pour les articles homonymes, voir Love hotel (homonymie).

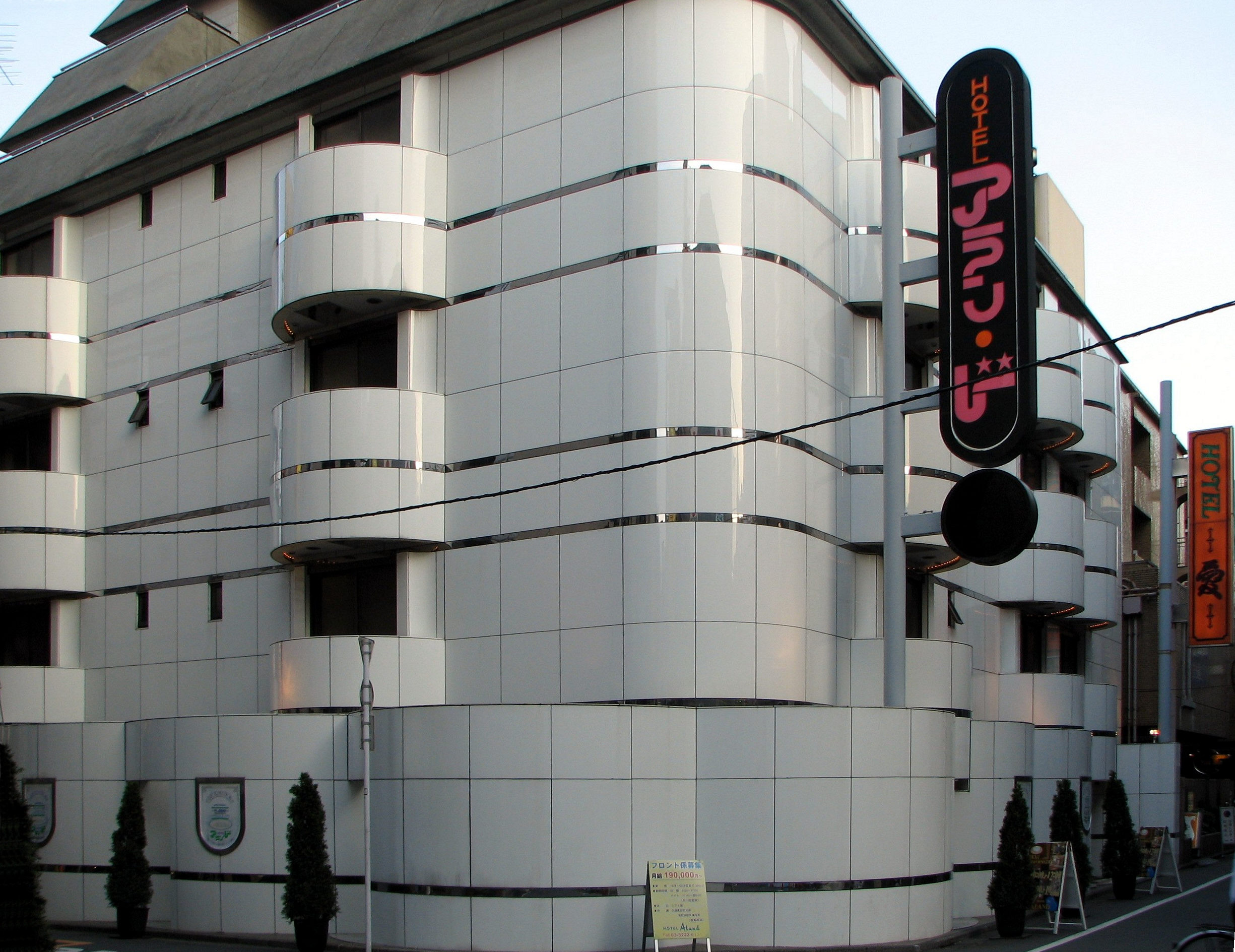
Un love hotel sans fenêtres à Tokyo.

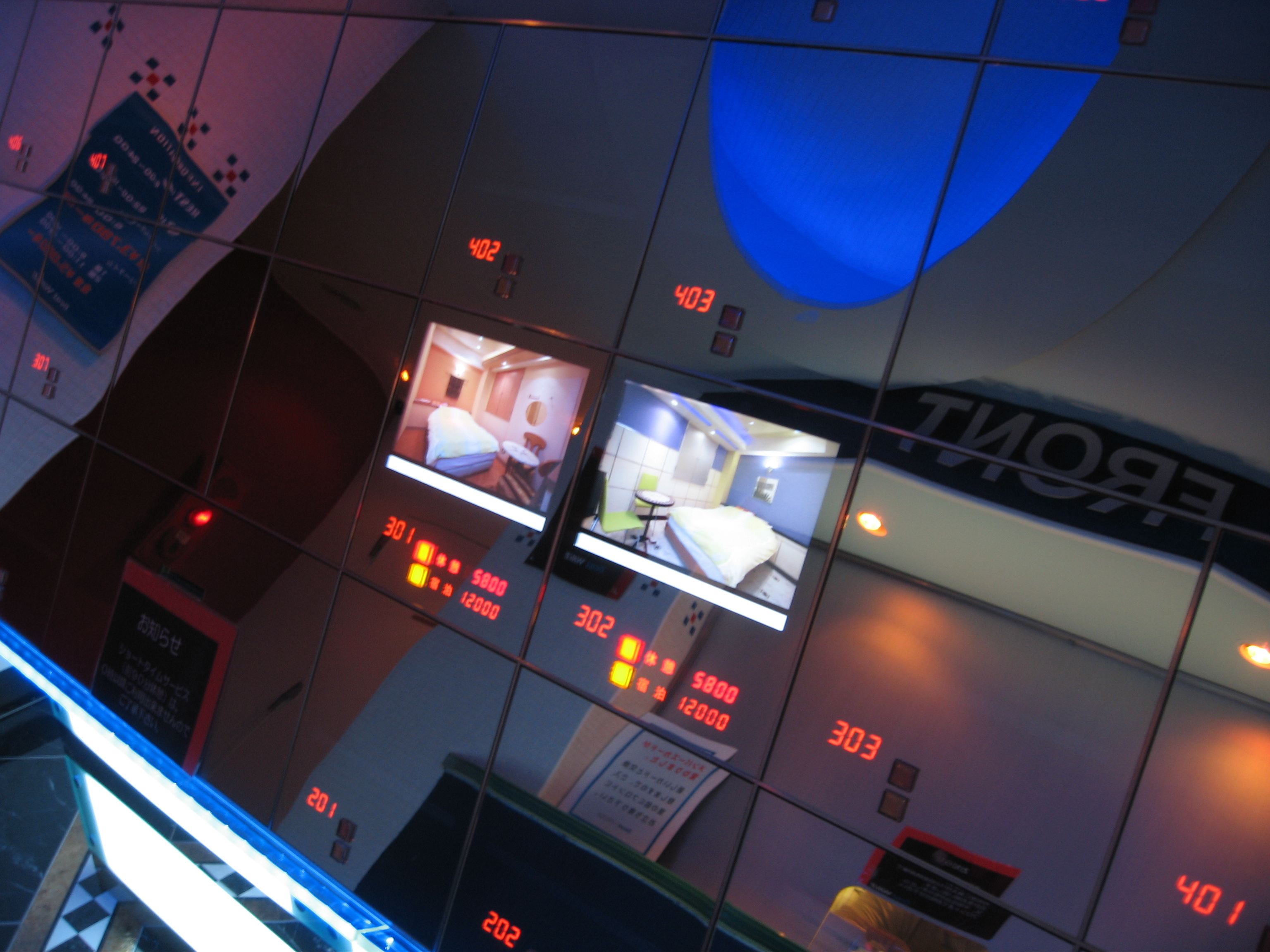
Pupitre permettant de sélectionner une chambre.

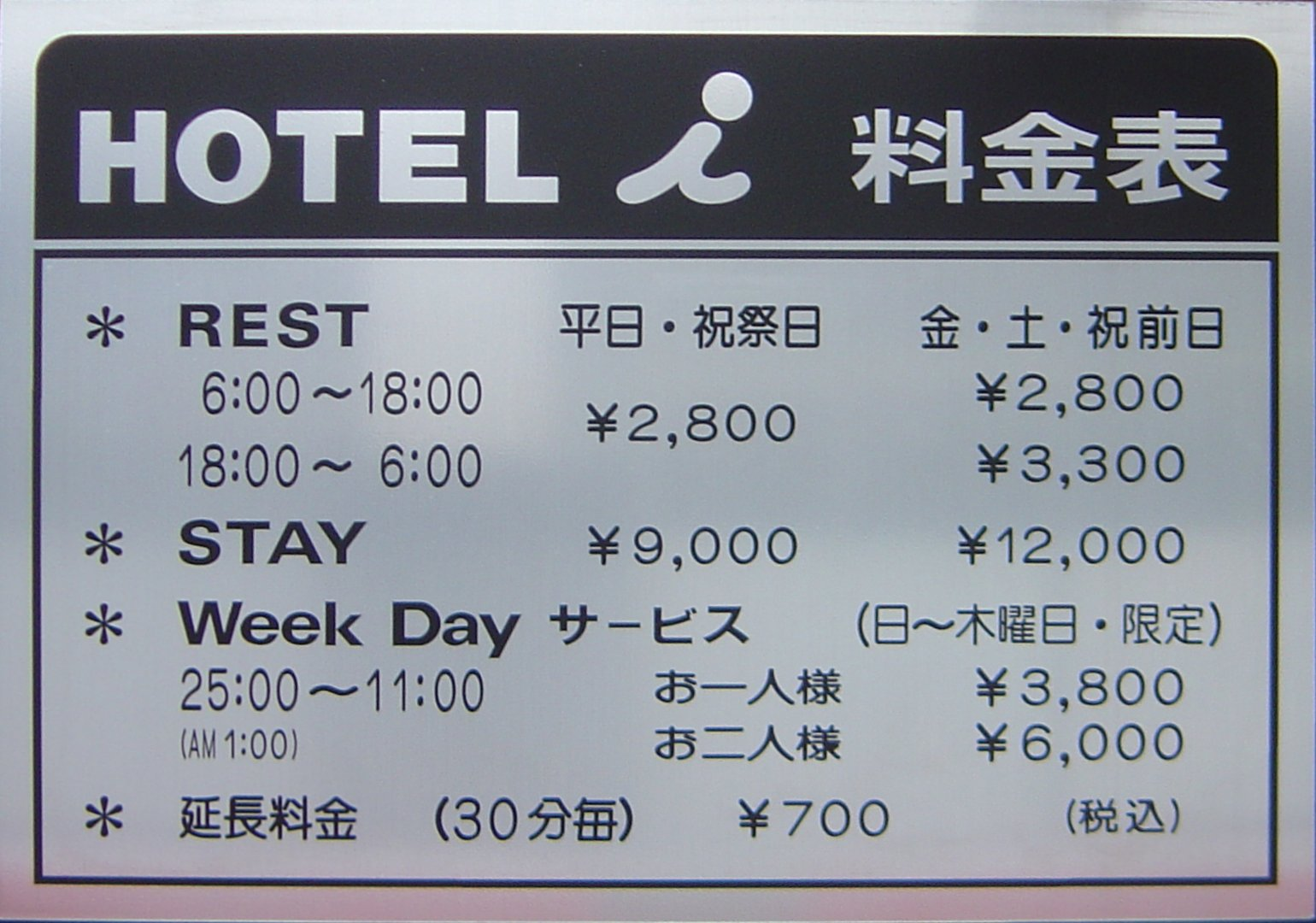
Enseigne d'un love hotel à Shinjuku.

Un love hotel (ラブホテル, rabu hoteru, littéralement en français « hôtel d'amour ») est, au Japon, un type d'hôtels que l’on peut réserver à l’heure ou à la nuit, offrant de l'intimité et de la discrétion pour des couples afin d'avoir des relations sexuelles.
Les chambres des hôtels d'amour ou love hotels, généralement à thème, comprennent une décoration originale et parfois même extravagante ainsi que de nombreux accessoires pour répondre à tous les fantasmes des clients (rame de métro, cabinet de gynécologie, bondage, miroirs, lits ronds, baignoires transparentes…).
Les love hotels sont souvent fréquentés par les jeunes couples, qui vivent encore chez leurs parents, mais peuvent également servir à la prostitution[réf. souhaitée].
En 2014, selon les acteurs du secteur, le Japon compterait 20 000 à 30 000 love hotels, classés en « établissements de plaisir » ou en « simples hôtels ». Leur chiffre d'affaires global se monterait à 4 000 milliards de yens (29 milliards d'euros). Il en coûte pour une chambre en moyenne 30 à 50 euros pour quelques heures, ou plus de 75 euros pour une nuit.

## Histoire
La chambre de jour pour couples, à l’origine du love hotel, naît au début de l’ère Shōwa (1926-1989) avec les yen-shuku (円宿, littéralement « chambres à 1 yen »), au tarif de deux yens pour la nuit ou un yen pour un repos de quelques heures. La plupart de ces établissements disparaissent à cause de la guerre.
Après la guerre, le miracle économique japonais voit se développer des auberges pour représentants de commerce, utilisées aussi par des couples quelques heures, sans y passer la nuit ; un système de tarif pour occupation réduite se met alors en place. Ces auberges ciblant des couples prennent le nom de tsurekomi yado (連れ込み宿, « Auberge pour clients accompagnés »), et se développent autour de 1960, favorisées par la loi anti-prostitution de 1958 qui pousse les anciennes maisons closes à se reconvertir en ce type d'auberges. On en compte 2 700 en 1961 à Tokyo uniquement. Des couples légitimes, mariés, utilisent ces hôtels, par manque de place dans les logements japonais de l'époque, ne comprenant souvent qu'une seule pièce, sans salle de bain.
Le nom love hotel se généralise à la fin des années 1960, début des années 1970 (période du boom Izanagi), comme une montée en gamme du tsurekomi yado. Ceux-ci prennent alors une apparence voyante, souvent occidentale, afin d'être remarqués, ne pouvant faire de publicité.
Cette tendance s'inverse à la fin des années 1980, les love hotels préférant la sobriété pour des questions de coût, la situation économique étant plus difficile, mais aussi car ils sont désormais sous l'œil de la police à la suite de la réforme de la « loi sur les établissements de plaisir ». De plus, le love hotel n’est plus seulement le lieu où un homme entraîne une femme, mais un endroit où le couple va ensemble, et les gérants développent leur offre pour attirer les femmes.
Depuis la fin des années 2000 se développent des love hotels de luxe proposant des chambres remplies de matériel à la pointe de la technologie pour des prix avoisinant les 20 000 yens (plus de 150 euros).

## Dans le monde
Les love hotels ont d'abord été une spécificité asiatique, outre le Japon, la Thaïlande (depuis 1935) et la Corée du Sud (depuis les années 1980) ont développé le concept. Le concept du love hotel s'étend notamment encore plus en Asie (Hong Kong, Inde, Singapour, Taïwan) et Océanie (Australie, Nouvelle-Zélande).
Ce concept aussi existe dans les pays latins, les établissements étant alors appelés 'motels',. 
Le premier love hotel français, appelé le Love Hôtel, inspiré du modèle japonais s'est ouvert rue Saint-Denis à Paris en 2011.